# Carlos Morais (político)
Carlos Morais Alvares (Muíños, provincia de Orense, 12 de mayo de 1966) es un político y empresario español de ideología independentista gallega y comunista. Actualmente es líder de la formación Agora Galiza-Unidade Popular, así como secretario general del colectivo comunista Primeira Linha, integrado en Agora Galiza

## Biografía
Es licenciado en Arte, Geografía e Historia por la Universidad de Santiago de Compostela, con estudios de doctorado en esta especialidad. Ha publicado diversos ensayos políticos tanto a nivel escrito como en portales electrónicos de izquierda. Desde 1994 regenta un pub en Santiago.
En su etapa universitaria formó parte del movimiento estudiantil. A nivel político formó parte de Inzar tras su constitución en 1991. Tras el ingreso de esta formación en el BNG en 1993 pasó a formar parte de este partido, llegando a formar parte como número 6 de la candidatura nacionalista en Santiago de Compostela en 1995.
En mayo de 1996 constituyó junto a otros integrantes del BNG el colectivo Primeira Linha, con el fin de remarcar la lucha comunista e independentista en el contexto de la caída del muro de Berlín. En diciembre de 1998 Primeira Linha realiza su primer congreso y resulta elegido su secretario general. La formación reclama su derecho a ser reconocido como partido dentro del BNG, pero el rechazo de la UPG lo impide. Tras las elecciones municipales y europeas de junio de 1999 Primeira Linha anuncia su marcha del BNG tras el enfrentamiento con la UPG y el acrecentamiento de las divergencias ideológicas con el proyecto político del BNG.
Tras la marcha del frente nacionalista inició un proceso de escucha con otras organizaciones independentista que culminó con la creación del frente de masas Nós-Unidade Popular en junio de 2001, del cual fue elegido su portavoz nacional.
El 25 de junio de 2015, en el marco de su VIII Asamblea Nacional y tras una evaluación crítica generalizada por parte de la militancia donde se ponía en entredicho la utilidad como herramienta política del partido, la formación se disolvía oficialmente al considerar agotado el ciclo político iniciado 14 años atrás. Esta disolución se llevaba a cabo nueve meses después de que la organización juvenil Assembleia da Mocidade Independentista (AMI), ligada estrechamente a este partido político, apostara igualmente por su propia disolución.

Tras la disolución de Nós-Unidade Popular se integró en Agora Galiza-Unidade Popular